# حوضچه هوادهی

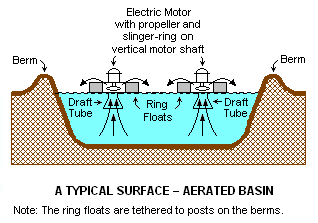
یک حوضچه هوادهی معمولی سطحی (با استفاده از هواکش‌های شناور موتوردار)

حوضچه هوادهی (یا حوض هوادهی) (به انگلیسی: Aerated lagoon) یک سیستم تصفیه فاضلاب ساده است که از یک حوضچه با هوادهی مصنوعی برای ترویج اکسیداسیون بیولوژیکی فاضلاب تشکیل شده‌است.
بسیاری از فرآیندهای زیست‌شناختی هوازی دیگر برای تصفیه فاضلاب وجود دارد، به عنوان مثال لجن فعال، فیلترهای چکنده ، کنتاکتورهای زیست‌شناختی گردان و فیلترهای زیستی. همه آنها در استفاده از اکسیژن (یا هوا) و کارکرد میکروبی برای کاهش آلاینده‌های فاضلاب مشترک هستند.